# Еврейский нос

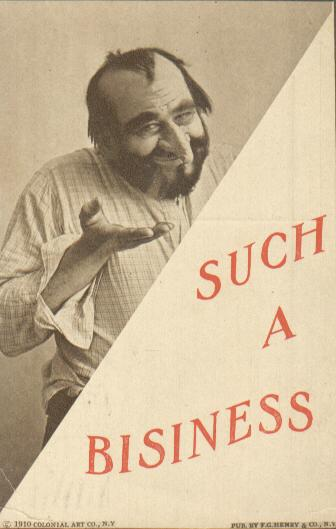
Американская антисемитская открытка, Нью-Йорк, 1910

Еврейский нос, семитский нос, — стереотип, крючковатый, «орлиный нос» («нос шестёркой»), приписываемый всем евреям и лицам еврейского происхождения.
Одним из истоков этого стереотипного заблуждения является христианская традиция изображать негативных персонажей уродливыми, в том числе с клювовидным носом, отмечаемая в Европе с XIII века. Постепенно, спустя века, этот образ закрепился за евреями настолько сильно, что даже образованные люди считали форму носа достаточным основанием, чтобы причислить человека неизвестной национальности к евреям или же к их потомкам. В XX веке антропологи опровергли миф о «еврейском носе»: согласно замерам, в Восточной Европе у большинства евреев прямой нос. Апогея стереотип достигает в нацистской пропаганде, после чего он становится распространённым клише антисемитской карикатуры.
Изобретение «еврейского носа» стало наиболее выдающимся физиогномическим аспектом, связанным с антиеврейскими образами. Традиционный атрибут инаковости, уродства приписывался всем евреям. Идея, что еврея можно идентифицировать при помощи его же собственной особенно «уродливой» части тела, является современной, а не средневековой. Она восходит к периоду не раньше XVII века. Развитие физиогномической стигматизации произошло вместе с постепенной отменой дискриминационных предписаний, принуждавших евреев носить специальные знаки и особую одежду. Теория историка Сандера Гилмана связывает стереотип еврейского носа и сексуальность.

## История
Литературные источники и искусство поздней Античности и раннего Средневековья ещё не знали специфического еврейского типа внешности. Ни в литературе, ни в искусстве не утверждалось, что евреи имеют узнаваемую внешность, выражение лица или жесты, которые отличали бы их от других. Различия связывались исключительно с религиозными и социальными практиками. Так называемый еврейский тип возник как конструкция ненависти к евреям, которая утверждала, что евреев следует сначала изолировать, опознав по физическим особенностям, а затем присвоить им особый подчинённый статус. Представления, что евреев можно отличить от других по бледной коже, крючковатым носам и другим признакам, развивалось параллельно с попытками сделать их легко идентифицируемыми с помощью навязанных символов. Как и в случае с другими формами предрассудков, христианский антииудаизм не столько опирался на эмпирическую реальность, сколько конструировал реальность «еврея» в соответствии со своими потребностями. Графические изображения принимали эту конструкцию и давали ей свою собственную реальность. Таким образом, христианская иконография подтверждала предрассудок, из которого она сама выросла.
Такой нос встречается в христианском искусстве как визуальный признак зловещей натуры иноверцев, начиная с XII века. Однако в конце XIII века растёт интерес к реализму и физиогномике и рождается стереотип о еврее с «крючковатым носом и острой бородой».
Хотя загнутый нос начал ассоциироваться с евреями в XIII веке, стереотип об еврейском носе начал укрепляться в европейском сознании веками позже. Один из первых зафиксированных случаев применения стереотипа наблюдается в поэме испанского сатирика XVII века Франциско де Кеведо — «A un hombre de gran nariz» (с исп. — «Человеку с большим носом»). Сонет предположительно адресуется сопернику автора — поэту Луису де Гонгоре. Суть сонета — высмеивание оппонента за счёт его большого носа, который якобы доказывает, что Гонгора принадлежит не к «чистокровным испанцам», а является потомком еврейских конверсо, то есть евреев, обращённых в католицизм ради спасения жизни. В особенности, пассаж про «нос книжника и палача» (исп. una nariz sayón y escriba) злонамеренно отсылает к «книжникам и фарисеям» (Мф. 23:13—15) — антагонистам и убийцам Христа. Франсиско Лопес де Гомара во «Всеобщей истории Индий» (1653) выдвигает тезис, что коренные американцы являются потомками евреев, которые, согласно Антонио де Монтесиносу, являются частью десяти потерянных колен Израилевых. Аргумент тезиса — «еврейская» форма носа индейцев.
Среди наиболее ранних печатных карикатур на евреев — портрет Натана Хиршеля около 1620 года, главы еврейской общины Праги (Рубенс, № 1564), написанный Элиасом Беком, из серии гротескных карликовых фигур, выполненных в стиле французского гравёра Жака Калло и опубликованных в Аугсбурге в 1715 года под названием Il Callotto Resuscitato; часто приписывается Калло. Манера, в которой был изображён Хиршель, оказала большое влияние на будущие художественные изображения евреев, в частности, выступающий и крючковатый нос субъекта, бегающие глаза, толстые губы и жестикулирующая рука. Изображение Хиршеля, приписываемое Калло, было частью широко известной серии из пятидесяти гротескных фигур низших слоёв общества — нищих, калек, неудачников всех типов, придворных шутов, клоунов, лоточников и коробейников.
Во время обсуждения вопроса о предоставлении евреям гражданских прав в Англии (1753—1757) появляются стереотипные карикатуры с крючконосым и с острой бородкой евреем — финансистом или коробейником, имеющим одновременно черты животного и Сатаны.
После отмены еврейского билля в 1754 году и до начала длительной кампании по достижению еврейской эмансипации к 1830 году большая часть английских карикатур на евреев были лишь изредка политическими, но чаще культурными или социальными. В целом то же наблюдалось в континентальной Европе. Наиболее распространённым был образ еврейского торговца с густой бородой и клювом или крючковатым носом, продающего свои товары из мешка или дорожного ящика; чаще всего он связывался с мелким воровством, мошенничеством и обманом.

### В нацистской Германии
Крючковатый нос стал ключевым элементом антисемитской пропаганды нацистов. «Евреев легко отличить по их носу», писал нацистский пропагандист Юлиус Штрайхер (издатель «Штурмовика») в детской книжке Der Giftpilz (с нем. — «Поганка»). «Еврейский нос имеет загнутый кончик. Напоминает шестёрку. Мы называем её „жидовской шестёркой“. У многих неевреев загнутые носы. Но их носы загнуты вверх, а не вниз. Это вздёрнутый нос или нос орла, он совсем не похож на еврейский».
Согласно американской журналистке Наоми Зевелофф, «в довоенном Берлине, родине современной ринопластики, евреи создавали спрос на операции, скрывающие их этническую принадлежность». Отец ринопластики, Жак Йозеф, обладал «мощной еврейской клиентурой с запросом на операцию, которая поможет замаскироваться под берлинского нееврея», пишет Зевелофф. Жак оперировал «страдающих от еврейского носа» бесплатно.

### В американской диаспоре
В нашей школе ринопластика была настолько распространена, что люди могли посмотреть на девушку и угадать, какой доктор делал ей операцию.
Оригинальный текст (англ.)At our school it [nose jobs] was so prevalent that people could look at a girl who had rhinoplasty and pretty much guess which doctor had done it.
— Бывшая учительница из Чикаго
Среди людей, создающих спрос на ринопластические операции, были и еврейско-американские актрисы в период с 1920-х по 1950-е. «Ринопластика для еврейских женщин была сродни смене имени для еврейского мужчины, своеобразная форма расового перехода», пишет киноисторик Патришия Эренс. Одной из актрис, прошедших операцию, была Фанни Брайс. Согласно Эренс, эту тенденцию закончила Барбра Стрейзанд, чьей характерной чертой является её нос. В интервью Playboy в 1977 году Стрейзанд вспоминает: «В отрочестве все у меня спрашивали: „Ты собираешься что-то делать с носом?“. Была такая причуда, все еврейские девчонки в моей школе „исправляли свои носы“, они отрезали свои совершенно прекрасные носы. Многие на моём месте исправили бы мою горбинку на носу. Но не я, я люблю свою горбинку, я бы её ни за что не отрезала».
«Когда евреи начали принимать американскую моду в 50-х и 60-х, пластика носа стала обрядом посвящения для еврейских подростков, которые хотели выглядеть более по-арийски», пишет Зевелофф. На 2014 год, количество ринопластических операций уменьшилось на 44 % и «в большинстве случаев процедура никак не влияет на религиозную идентичность».

### В современности
«Стереотип о еврейском носе до сих пор живёт, он может быть древним, но от этого проблема не перестаёт быть актуальной», — заявляет пресс-секретарь Amadeu Antonio Stiftung организации Media Diversity Institute. Наглядное доказательство использования стереотипа до сих пор, мем «Счастливый торговец» — самый распространённый из альт-райт-мемов в Сети.

## В антропологии
В различных формах носа антропологи нашли важный расовой признак и включили в свою классификацию особый тип — еврейский или семитский нос: выдающийся, орлиный и крючковатый. Указывали на то, что такой нос мы находим на египетских монументах, где изображены семиты. С другой стороны, многие стали утверждать, что эта форма носа совсем не является типичной для семитов, так как нынешние семиты — не евреи, особенно те из них, которые сохранились наиболее чистыми в расовом отношении, например бедуины, вовсе лишены такого носа. Наиболее распространенный тип носа у них короткий, прямой, часто курносый или вогнутый. На этом основании Лушан и утверждает, что крючковатый нос никоим образом не является типичным для семита, а то, что наибольшее число этих носов встречается у евреев, следует отнести к примеси крови хетитов. У современных евреев крючковатый нос далеко не так часто встречается, как это обыкновенно принято думать или как можно судить по карикатурам.
— Еврейская энциклопедия Брокгауза и Ефрона, «Нос»
Согласно замерам антрополога Элькинда, большинство еврейских носов относятся к «греческому» типу носа. Правда, «орлиный нос» и вправду встречается у евреев немного чаще, чем у неевреев Восточной Европы. Однако среди армян, грузин, осетин, азербайджанцев, лезгинов, айсоров и сирийцев орлиные носы широко распространены и встречаются чаще, чем среди евреев Восточной Европы. У народов, живущих в средиземноморских странах Европы (как греки, итальянцы, южные французы, испанцы и португальцы), и у народов Балкан (албанцы, болгары, сербы, черногорцы, македонцы, боснийцы), а также у некоторой части арабов, иранцев, турок и курдов наблюдается аналогичная ситуация. Носы североамериканских индейцев тоже часто бывают «еврейскими».